# Рок-Чапел
Рок-Чапел (англ. Rockchapel; ирл. Séipéal na Carraige) — деревня в Ирландии, находится в графстве Корк (провинция Манстер).